# Инада, Томоми
Томоми Инада (род. 1959) — японский юрист и политик. Министр обороны Японии с 3 августа 2016 по 28 июля 2017 года.

## Биография
Родилась в префектуре Фукуи. В 1981 году окончила университет Васэда, с 1985 года работала юристом. Участвовала в судебных процессах на стороне храма Ясукуни, офицеров японской императорской армии времён Второй мировой войны, в том числе обвиняемых в военных преступлениях. Также была адвокатом семьи, подавшей иск против антивоенного писателя Кэндзабуро Оэ и издательства «Иванами сётэн».
Проиграв один из судов (по делу состязания в убийстве ста человек мечом, устроенного японскими офицерами в оккупированном Китае), решила пойти в политику, чтобы защищать честь японских военных. В 2005 году впервые была избрана в парламент от Либерально-демократической партии. В 2017 году оказалась в центре политического скандала, но в отставку уходить отказалась. 28 июля 2017 года подала прошение об отставке на имя премьер-министра Японии Синдзо Абэ, которое им было принято.

## Взгляды
Описывалась (и критиковалась) как сторонница исторического ревизионизма в части оценки действий Японии во Второй мировой войне. Критикует японских граждан, выступающих против посещения японскими официальными лицами храма Ясукуни, считает, что нет доказательств существования системы «женщин для удовольствий» в оккупированной японцами Корее (но при этом осудила нарушения прав женщин этой системой). Критикует правовую позицию трибуналов, принимавших решения по японским военным преступникам. Поддерживала некоторых правых активистов в некоторых их начинаниях и появлялась в их обществе, но отрицала наличие у себя правых взглядов.